# کودتای ۵۳
کودتای ۵۳ فیلمی مستند به‌کارگردانی تقی امیرانی راجع به کودتای ۲۸ مرداد است. این فیلم در سی و نهمین جشنواره فیلم فجر، در بخش فیلم های مستند، سیمرغ بهترین فیلم را از آن خود کرد. 

## تولید
این فیلم مستند به کارگردانی و نویسندگی تقی امیرانی و با همکاری والتر مرچ تولید شده است. امیرانی چندین سال را صرف تحقیق و مطالعه اسناد پیرامون این رویداد تاریخی نمود و نقش سازمان اطلاعات مخفی بریتانیا و سازمان اطلاعات مرکزی (سیا) در این کودتا را واکاوی می‌کند.

## داستان
مستند به نقش سازمان اطلاعات مخفی بریتانیا (MI6) و نورمن داربی‌شایر (Norman Darbyshire) افسر این سازمان در جریان کودتای ۲۸ مرداد پرداخته است.

## جوایز
این مستند در بخش نمایش ویژه چهاردهمین جشنواره بین‌المللی سینماحقیقت حاضر بود و جایزه بهترین فیلم از نگاه تماشاگران را از آن خود کرد.
همچنین مستند در جشنواره فیلم ونکوور موفق به کسب جایزه بهترین مستند از نگاه تماشگران در بخش بین المللی شد.